# 松下洋子
松下洋子（日语：／ Matsushita Yokō，1955年1月22日—），日本女性前製作人。

## 概要
短期大學畢業後，松下洋子開始在一家貿易公司擔任辦公室女職員。幾年後，她離開公司，在Kitty film擔任兼職，後來正式加入該公司。在上司落合茂一的指導下，她製作了Kitty film的動畫，其中包括高橋留美子的作品。
在Kitty醜聞爆發的同時，她於1992年4月轉入旭通信社（後來的 ADK 集團）。她也曾在日本AD SYSTEMS工作，擔任媒體內容部門內容本部長補佐、企劃開發局局長等重要職位。
2012年1月，她被借調到ADK的子公司EIKEN擔任高階主管。2013年至2019年，她擔任常務董事。2015年，她調入該公司。2020年，她卸任《暖暖日記 (2016年版)》製作人一職，退出動畫產業。

## 參加作品

### Kitty film時期
- 相聚一刻 完結篇（製作人）
- 福星小子 完結篇（日语：うる星やつら 完結篇）（製作人）
- 福星小子：聖水奇緣（日语：うる星やつら いつだってマイ・ダーリン）（製作人）
- 亂馬½系列（製作人）
  - 亂馬½：中國寢崑崙大決戰！規則無視的激鬥篇!!（日语：らんま1/2 中国寝崑崙大決戦! 掟やぶりの激闘篇!!）（製作人）
  - 亂馬½：決戰桃幻鄉！奪回新娘子!!（日语：らんま1/2 決戦桃幻郷! 花嫁を奪りもどせ!!）（製作人）
- 極速悍將（日语：F (漫画)）（製作人）

### 旭通信社→ADK／NAS時期
- 光速蒙面俠21（企劃）
- 小紅帽恰恰（製作人）
- 我們這一家（製作人）
- 至尊勇者（製作人）
- H2（製作人）
- 少女妖怪 石榴（企劃）
- 妙廚老爹（製作人）
- 蠟筆小新（首席製作人、總製作人）
  - 蠟筆小新：風起雲湧的金矛勇者（首席製作人）
  - 蠟筆小新：春日部野生王國（首席製作人）
  - 蠟筆小新：我的超時空新娘（首席製作人）
  - 蠟筆小新：黃金間諜大作戰（首席製作人）
- 御行者 AMDRIVER（日语：Get Ride! アムドライバー）（企劃）
- 烏龍派出所（製作人、節目後期為企劃）
  - 烏龍派出所：史上最惡爆彈大作戰！（製作人）
  - 烏龍派出所2：UFO大逆襲！龍捲風大作戰!!（製作人）
- 玩偶遊戲（製作人）
- 人造昆蟲KABUTOBORG V×V（執行製作人）
- 真·女神轉生D 惡魔之子 光之書與闇之書（企劃）
- 網球王子系列（製作人→企劃）
  - 劇場版 網球王子：二人武士 The First Game（執行製作人）
  - 劇場版 網球王子：跡部的禮物 獻給你的網王祭（執行製作人）
- 戀愛占卜師（企劃）
- 守護天使莉莉佳（製作人）
- 飛天小女警（製作人）
- 劇場版 琴之森（企劃）
- 緞帶魔法姬（製作人）
- 不可思議星球的☆雙胞胎公主（企劃）
- 不可思議星球的☆雙胞胎公主Gyu！（企劃）
- 光之美少女系列
  - FRESH光之美少女！（企劃）
  - Heartcatch 光之美少女！（企劃）
- 尋找滿月（企劃）
- 娃娃★愛你（日语：ベイビィ★LOVE）（製作人）
- BOM BOM 彈珠人太空戰士（企劃）
- 元氣媽媽（企劃）
- 徽章戰士（製作人）
- 徽章戰士魂（製作人）
- 遊☆戲☆王5D's（企劃）
- 妖怪人間貝姆 (2006年版)（企劃）

### EIKEN時期
- 海螺小姐（製作人）[注 1]
- 鐵人28號Gao！（企劃→製作人）
- 暖暖日記 (2016年版)（製作人[2]）[注 2]

## 相關項目
- 關弘美（日语：関弘美）—她曾擔任東映動畫的製作人。在一次訪談中，她表示，自己在擔任助理時，就立志要成為像松下的人[3]。
- 杉山豐（日语：杉山豊）—ADK時期的同事。現隸屬於電通。
- 山崎立士—ADK時期的同事。目前為自由動畫演出家。
- 鶴崎梨香（日语：鶴崎りか）—ADK時期的同事。
- NELKE PLANNING（日语：ネルケプランニング）—她所企劃製作的大部分作品的選角工作均由她負責。

## 腳註